# Zvonkohra

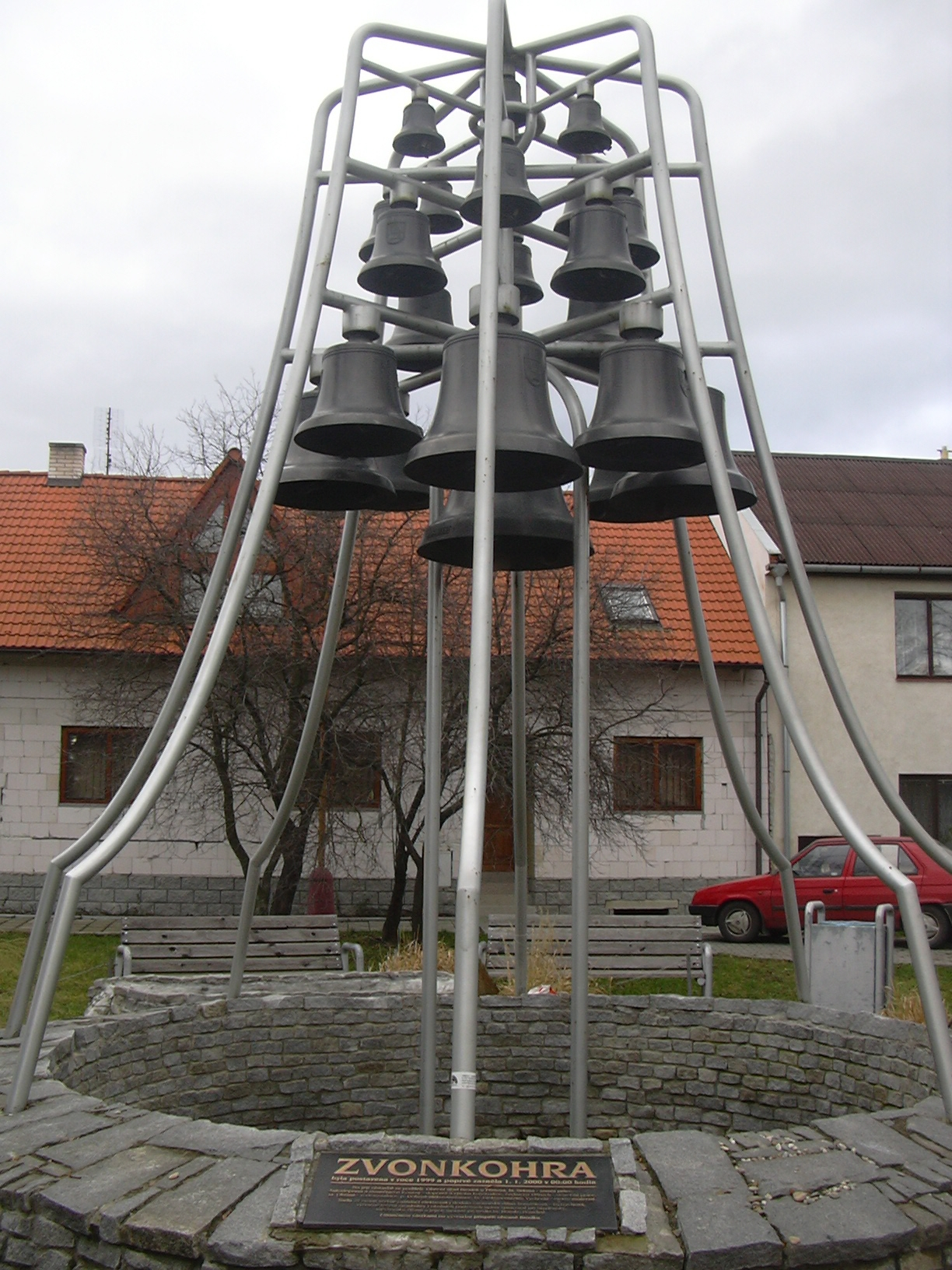
Zvonkohra v Brodku u Přerova

Zvonkohra a také zvonohra jsou bicí hudební nástroje respektive zvláštní hudební stroje, konkrétně idiofony.

## Mechanika

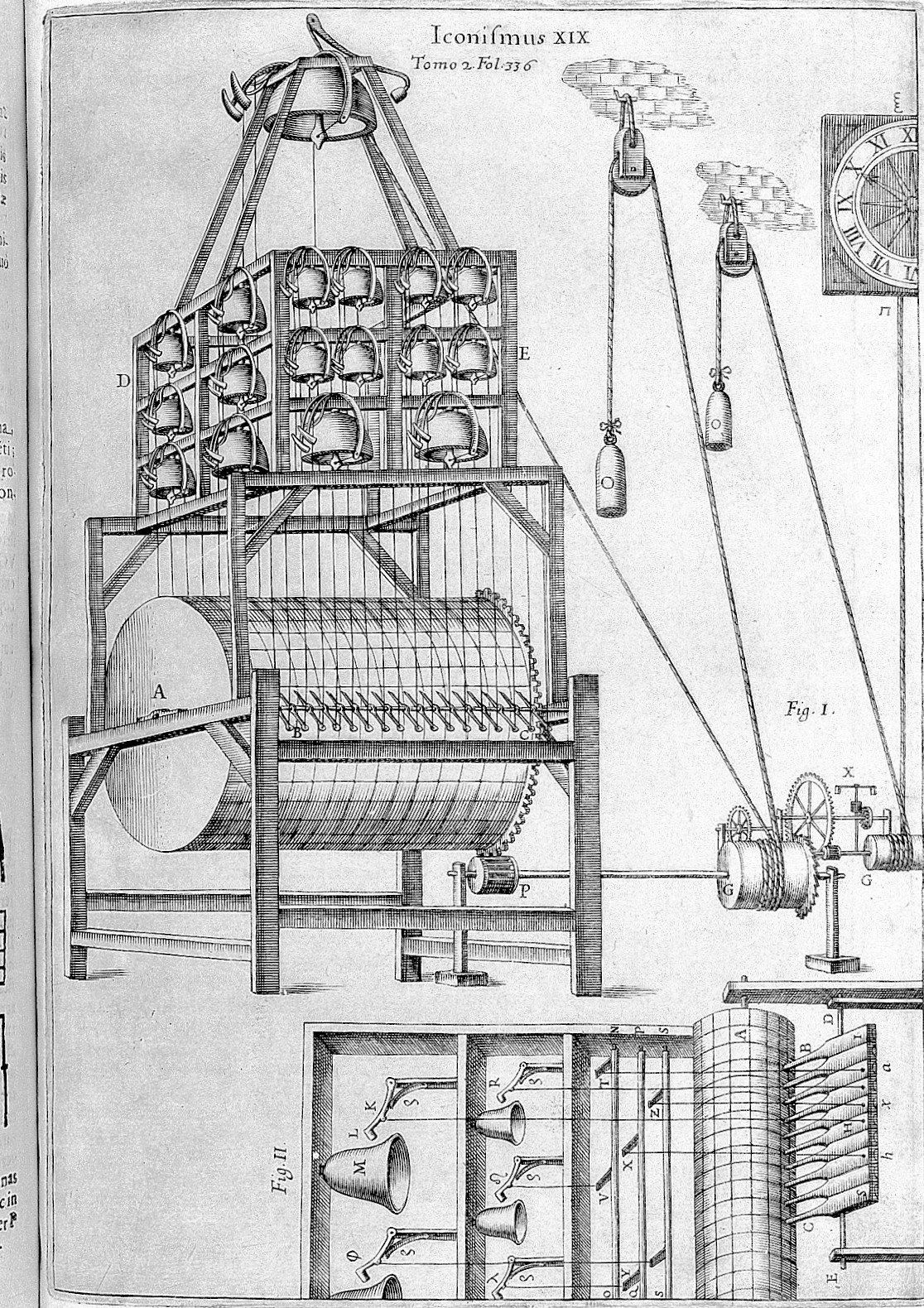
Athanasius Kircher: Musurgia universalis, zvonkohra (1650)

Každý jejich tón je vytvářen vlastním kovovým laděným elementem, které jsou ve větší sérii seskupeny tak, že umožňují hraní (jednohlasé) melodie. Tyto znějící elementy (u nejmenších plochá "želízka", u větších zvonky, zvonce, cimbály i zvony) jsou rozezvučovány buď přímo, pomocí kladívek, srdcí, nebo důmyslným systémem táhel, které jsou vedeny od klaviatury až ke kladivu u zvonu, případně jsou napojeny na pneumatický, či elektrický rozvod. Moderní zvonkohry mohou být také ovládány programově na dálku prostřednictvím počítačů a za pomoci elektrického, pneumatického či kombinovaného pohonu zvonů. Zvonkohra může být ovládána libovolným nepřímým způsobem, zvonohra však pouze přímým mechanickým systémem táhel, umožňujícím úderovou dynamiku (hru se změnou hlasitosti). Menší nástroje, hrající v orchestru, používají namísto zvonů tradičního tvaru kovové tyče nebo trubice.

## Historie
Kladívkové ovládání zvonkohry bylo známo od středověku, v knižních iluminacích se objevuje od konce 13. století. V některých pravoslavných chrámech se takto zvoní dosud (například v Pečerské lavře na Ukrajině). Mechanické ovládání pomocí táhel popsal jezuitský učenec Athanasius Kircher ve spisu vydaném, roku 1650, v téže době se chrámové zvonkohry již začaly šířit z Nizozemí a Francie do střední Evropy v římskokatolických chrámech.

## Malé zvonkohry

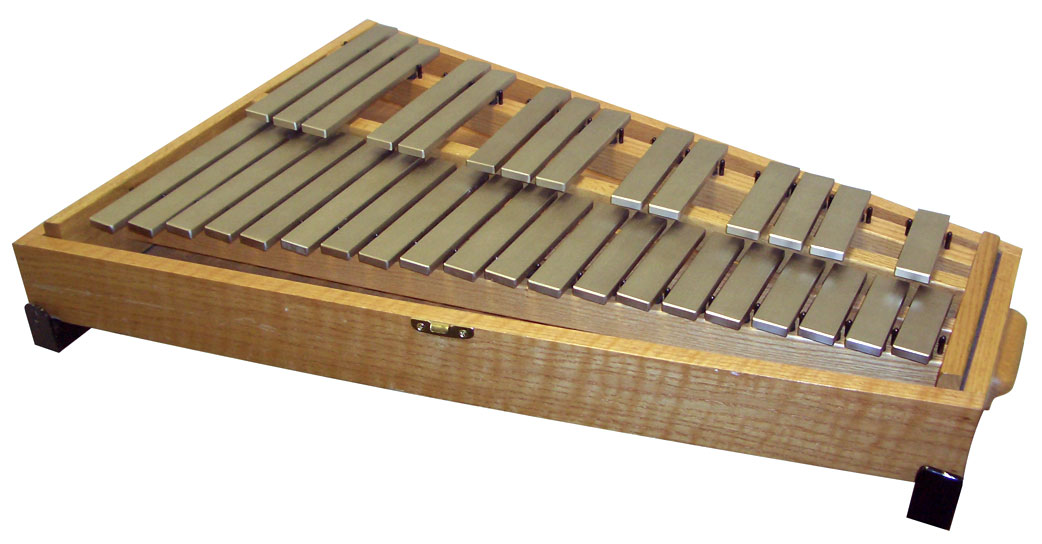
Orchestrální zvonkohra

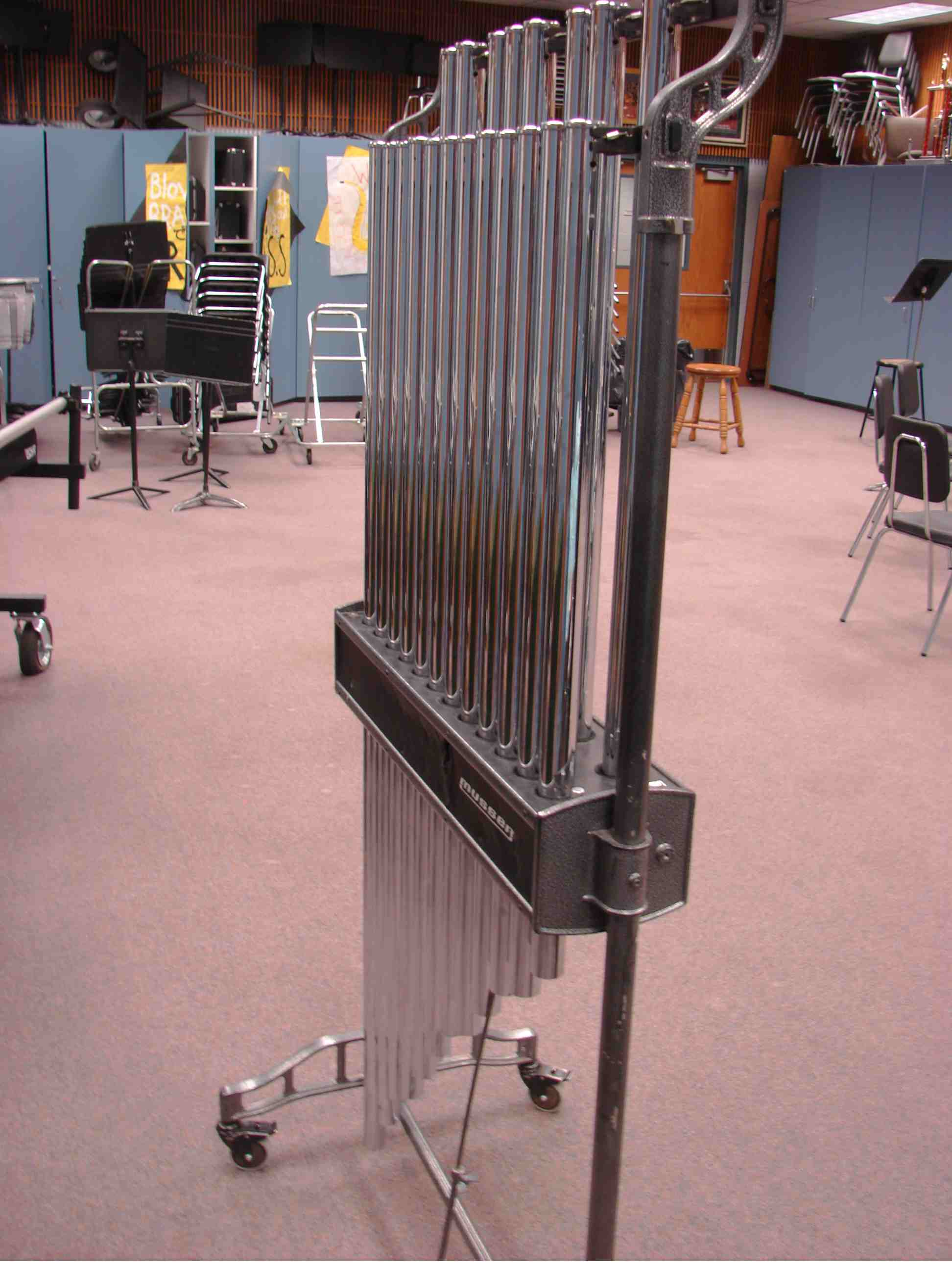
Orchestrální trubicové zvony

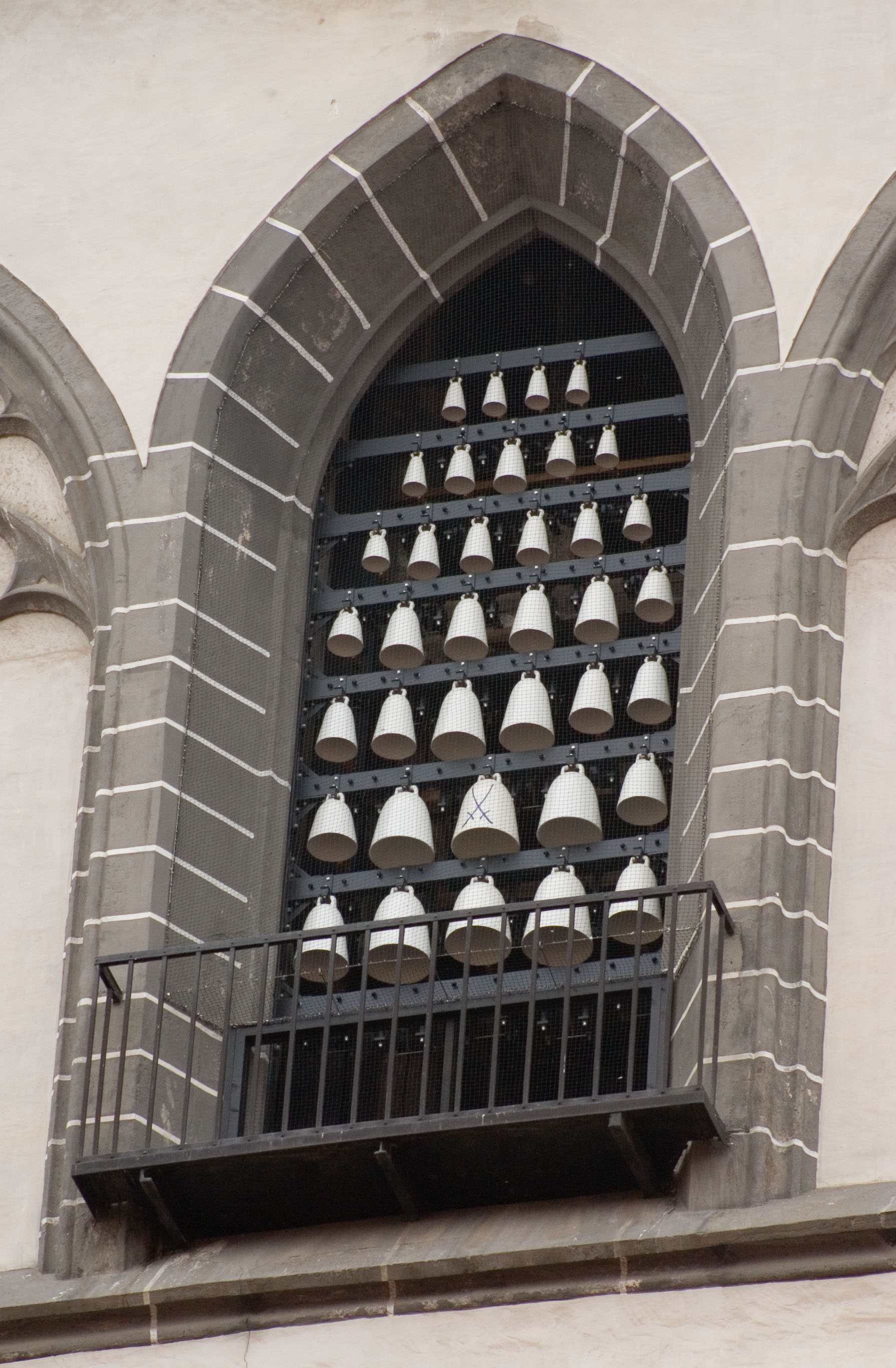
Frauenkirche Míšeň

Nejmenší "zvonkohry" - metalofony - mají místo zvonků kovové obdélníkové destičky, uspořádané v řadách, podobně jako kameny xylofonu. Rozeznívají se paličkami drženými v rukách nebo kladívky spojenými s klaviaturou. Rozsah zvonkohry používané v orchestru bývá 2 - 3 oktávy. Větší (stabilní) nástroje často používají zvony zjednodušeného tvaru - cymbály - zhruba tvaru duté kulové úseče - (asi jako dveřní elektrické zvonky). V symfonickém orchestru mají své trvalé místo zvony tubulární či tyčové, provedené z oceli, skladné, avšak jejich zvuk je oproti skutečným bronzovým zvonům značně ochuzen.

## Velké zvonohry
Velké nástroje mohou být konstruovány jako zvonkohry (nepřímé ovládání kladiv pneumaticky, nyní častěji elektromagneticky, což je jednodušší a umožňuje automatickou hru ze záznamu), či jako zvonohry (přímě mechanické ovládání srdcí pákami a táhly, což je podstatně složitější, avšak umožňuje dynamický přednes "živého" hráče). Zvonohry jsou velmi oblíbeny v západní Evropě, zejména ve Velké Británii, Belgii, Francii a Nizozemí, kde se zvonohry dodneška vylepšují. V Česku nemají zdaleka takovou tradici, avšak právě proto je pražská loretánská zvonkohra zcela unikátní, neboť je zachována v původním historickém stavu. Proč v Česku zvonkohry nedosáhly takové obliby lze jen spekulovat, zajímavě zní teorie, která tvrdí, že zvon je mollový hudební nástroj, zatímco většina českých lidových písní je durových, a proto českému uchu zní písně ze zvonkoher poněkud nezvykle. Důležitý je též fakt, že alikvotní tóny zvonu netvoří k nárazovému (základnímu) tónu harmonickou řadu, jako je tomu např. u strun nebo píšťal. Proto se tón zvonu jeví pro hudební účely jako poněkud nečistý. V Nizozemí, kde mají zvonkohry nejdelší tradici, byly sice učiněny pokusy vyrábět durové zvony ("pregnant bells", "CocaCola bells" - dle tvaru s rozšířeným krkem), ale ty nemají pěkný tvar a hlavně jejich zvuk nedosahuje potřebných kvalit a tato cesta byla opuštěna.

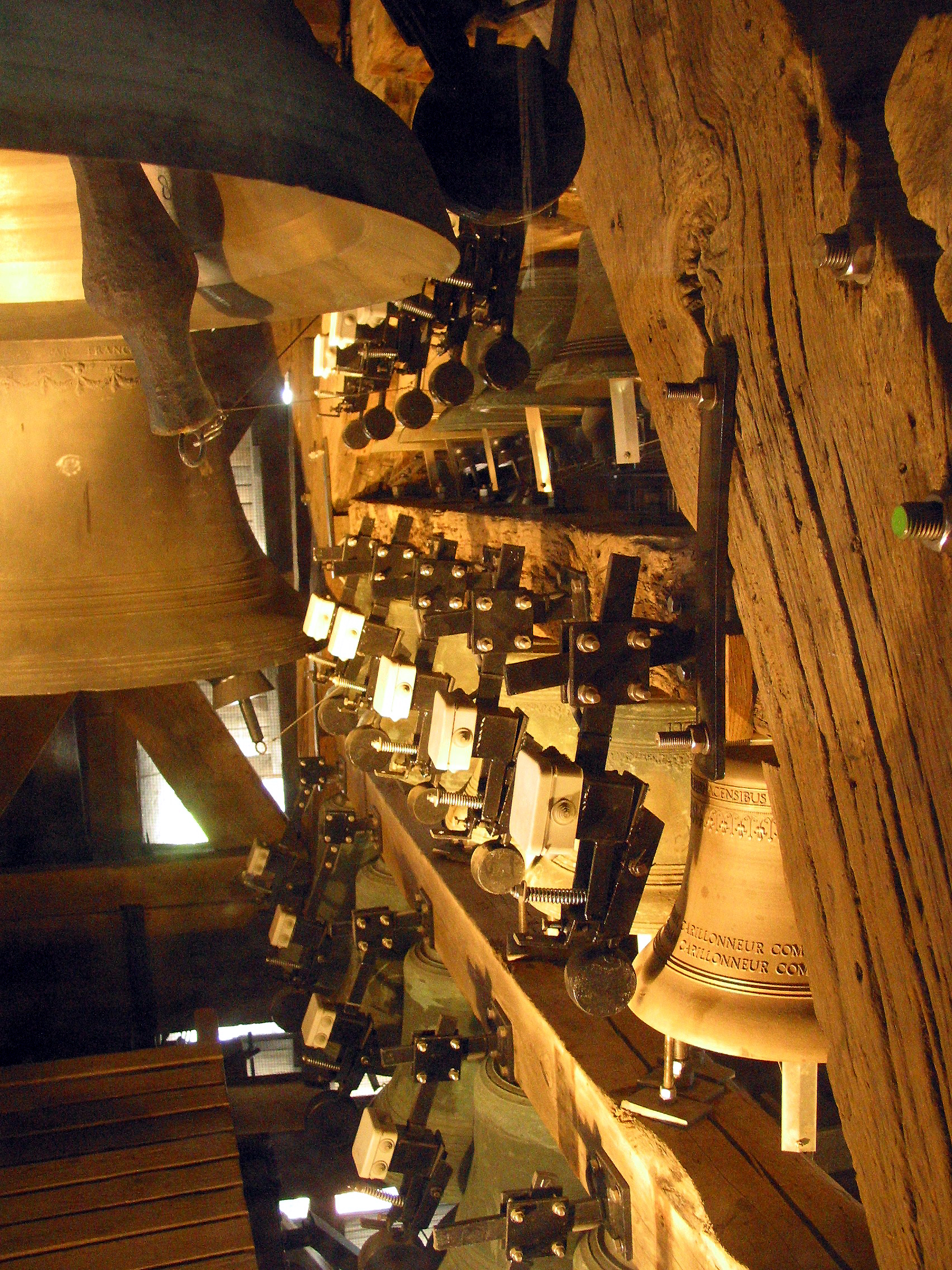
Velká zvonohra v Tournai

Zvonohra je osazena souborem zvonů klasického tvaru, přičemž profil žebra, zvláště velkých zvonů s hlubokým tónem, bývá modifikován s ohledem na sjednocení doby dozvuku všech použitých zvonů. Koncertní nástroj má vždy mechanický systém manuálního ovládání - klaviaturu, též i pedálnici, které zohledňují dynamiku úhozu. Koncertní zvonohra musí mít nejméně 23 zvonů, jejichž ladění je v toleranci 1 setina tónu! Odlít takto přesně znějící zvon není možné (profil zvonu je možné vypočítat a odlít s maximální tolerancí cca 1/16 tónu, zvony pro koncertní nástroj je proto nutno navrhnout cca o 1/4 tónu níže a po odlití je na vnitřní straně věnce nepatrným osoustružením "doladit". Tímto ani žádným jiným způsobem však nelze hlas (tón) zvonu snižovat.
V České republice této kategorii odpovídá jen Pražská (Manouškova) mobilní zvonohra postavená Petrem Rudolfem Manouškem v roce 2001. Tento, i ve světovém srovnání, špičkový nástroj má 57 zvonů, umístěných na pojízdné konstrukci s vnějšími rozměry běžného 20stopého ISO kontejneru, takže je přepravitelný kamionem a může projíždět a hrát i v ulicích historických měst a k tomu je vybaven mechanickou klaviaturou i nezávislým elektronickým systémem, ovládaným vestavěným počítačem, který umožňuje automatickou hru až 1024 zaznamenaných nahrávek. Tato zvonohra je nyní největší mobilní zvonohrou světa (celková hmotnost nástroje 12 tun, z toho zvony 5 tun) s rozsahem F1 - d6, přičemž původně největší "mobilní" nástroj byl umístěn na dlouhém návěsu nadměrných rozměrů, takže byl velmi obtížně přepravitelný ze svého stanoviště v nizozemském Utrechtu (v roce 2015 byl tento nástroj zrušen, rozebrán a zvony instalovány na věž). Ostatní mobilní zvonohry jsou podstatně menší, s menším počtem i hmotností zvonů, jedna je provozována v USA, všechny ostatní v západní Evropě, kde byly všechny postaveny. V poslední době byla většina velkých mobilních zvonoher zrušena pro velkou ztrátovost (nástroj blokuje transportní automobil, přeprava podléhá mýtu, trasu nutno plánovat s ohledem na únosnost cest atd.) Většina zvonoher je tak natrvalo umístěna ve věžích (tak jako Loreta), což však velmi komplikuje společné hraní s orchestrem či dalšími nástroji, které kvůli rozdílné hlasitosti musí při živé produkci zůstat na náměstí.

## Zvonkohry v České republice

#### Nedochované nástroje
| Zvonohra                                     | Místo           | Počet zvonů | Zvonař                | Rok dokončení | Poznámky                                                         |
| Zvonohra pro Krajinskou výstavu v Pelhřimově | Pelhřimov       | 14          | R. Manoušek st., Brno | 1926          | celková váha zvonů 6 500 kg; rozebrána po skončení výstavy       |
| Kostel sv. Cyrila a Metoděje Hejčín          | Olomouc, Hejčín | 9           | R. Manoušek st., Brno | 1932          | Celková váha nástroje 25 000 kg; rozebrána při válečné rekvizici |

#### Existující nástroje
| Zvonohra                                    | Místo                     | Počet zvonů | Zvonař                                         | Rok dokončení      | Poznámky                                  |
| Pražské Lorety                              | Praha 1, Hradčany         | 27          | C. Fremy, Amsterodam (NL)                      | 1695               |                                           |
| Špilberk                                    | Brno                      | 15          | L. Dytrychová, Brodek u Přerova                | 1990               |                                           |
| Kapitulní bazilika sv. Petra a Pavla        | Praha 2, Vyšehrad         | 14          | R. Perner, Pasov (SRN)                         | 1991               |                                           |
| Kostel sv. Terezie od Ježíše                | Kobyliské nám., Praha 8   | 17          | R. Perner, Pasov (SRN)                         | 2001               |                                           |
| Pražská mobilní zvonohra                    | Praha                     | 57          | P.R. Manoušek, Praha                           | 2001               | mobilní, koncertní zvonohra s klaviaturou |
| Zvonkohra na Jindřišské věži                | Praha 1, Nové Město       | 10          | P.R. Manoušek, Praha                           | 2003               |                                           |
| Poutní kostel Jména Panny Marie ve Křtinách | Křtiny                    | 33          | P.R. Manoušek, Praha                           | 2004; 2006, 2010   |                                           |
| Stará radnice Ostrava                       | Ostrava                   | 22          | Tomášková - Dytrychová s.r.o. Brodek u Přerova | 2005               |                                           |
| Kaple Narození Panny Marie                  | Česká Kamenice            | 14          | P.R. Manoušek, Praha                           | 2013               |                                           |
| Zvonohra u Ambrože                          | Ambrožova, Hradec Králové | 50          | P.R. Manoušek, Praha                           | * v realizaci 2025 | koncertní zvonohra s klaviaturou          |
| Kostel Zvěstování Panny Marie               | Mariánská Týnice          | 16          | P.R. Manoušek, Praha                           | *v realizaci 2025  |                                           |

## Zvonkohry v Evropě
- Mariánský chrám Amsterdam, Nizozemí
- Katedrála Štrasburk, Francie
- Katedrála Tournai, Belgie
- Zvonice v Loughborough, Anglie - 46 velkých zvonů
- Trojicko-sergijevská lávra u Moskvy, Rusko
- Frauenkirche Míšeň, - zvonky z míšeňského porcelánu

Přehled zahraničních zvonoher podle World Carillon Federation